# 千葉市立若松小学校
千葉市立若松小学校（ちばしりつ わかまつしょうがっこう）は、千葉市若葉区若松町にある公立小学校。千葉市14番目の小学校である。
『心豊かで、たくましく生きる児童の育成』を教育目標とした、「やさしく、かしこく、たくましく」のバランスのとれた子供の育成を目指している。
引用 https://www.city.chiba.jp/school/es/014/kochoshitsu.html